# Drepanosticta berlandi
Drepanosticta berlandi är en trollsländeart som beskrevs av Maurits Anne Lieftinck 1939. Drepanosticta berlandi ingår i släktet Drepanosticta och familjen Platystictidae. IUCN kategoriserar arten globalt som otillräckligt studerad. Inga underarter finns listade i Catalogue of Life.